# Progress MS-18
Progress MS-18 (ryska: Прогресс МС-18) eller som NASA kallar den, Progress 79 eller 79P, är en flygning av en rysk obemannad rymdfarkost som ska leverera förnödenheter, syre, vatten och bränsle till Internationella rymdstationen (ISS). Den sköts upp med en Sojuz-2.1a-raket, från Kosmodromen i Bajkonur, den 28 oktober 2021.
Den dockade med rymdstationen den 30 oktober 2021. Farkosten lämnade rymdstationen den 1 juni 2022 och brann upp i jordens atmosfär några timmar senare.

### Fotnoter
1. ↑  ”NASA Space Science Data Coordinated Archive” (på engelska). NASA. https://nssdc.gsfc.nasa.gov/nmc/spacecraft/display.action?id=2021-098A. Läst 28 november 2021.
2. 1 2  ”NASA to Provide TV Coverage of Russian Station Cargo Ship Activities” (på engelska). NASA. 18 oktober 2021. https://www.nasa.gov/press-release/nasa-to-provide-tv-coverage-of-russian-station-cargo-ship-activities. Läst 20 oktober 2021.